# Gilda Cruz-Romo
Gilda Cruz-Romo (* 12. Februar 1940 in Guadalajara, Bundesstaat Jalisco; † 30. Juni 2025 in San Antonio, Texas, Vereinigte Staaten) war eine mexikanische Opernsängerin (Sopran).

## Leben
Gilda Cruz-Romo erhielt ihre Ausbildung am Konservatorium von Mexiko-Stadt (Conservatorio de la ciudad de México), hauptsächlich bei dem Bariton Angel Esquivel. Sie wurde Mitglied im Chor des von Amalia Hernández geleiteten Musik- und Tanzensembles Ballet Folklórico de México. Ihr erster Soloauftritt erfolgte im Palacio de Bellas Artes in Mexiko-Stadt mit Heitor Villa-Lobos’ Bachianas brasileiras, N° 5 unter der Leitung von Carlos Chávez. Im September 1962 debütierte sie am Opernhaus von Mexiko-Stadt als Ortlinde in Die Walküre und hatte erste Erfolge in ihrer mexikanischen Heimat. 1963 sang sie im Palacio de Bellas Artes mit der Suor Angelica ihre erste Hauptrolle. Es folgten Rollen wie die Blanche in Dialogues des Carmélites, außerdem die Musette in La Bohème und Venus in Tannhäuser, die beiden letzteren jeweils an der Seite von Montserrat Caballé. In der Saison 1967/68 gab sie am Opernhaus von Dallas, wo sie u. a. die Titelrolle in Anna Bolena sang, ihr USA-Debüt. Im Oktober 1969 trat sie an der New York City Opera als Margherita in Mefistofele von Arrigo Boito auf. In der Saison 1969/70 gewann sie den Gesangswettbewerb der Metropolitan Opera in New York, wo sie im Finale die Arie der Maddalena La mamma morta aus Andrea Chénier sang.
1970 wurde sie an die Metropolitan Opera in New York verpflichtet, wo sie im Mai 1970 in Atlanta, Georgia, im Rahmen einer MET-Tournee an der Seite von Richard Tucker und Mario Sereni die Maddalena in Andrea Chénier sang. Im Dezember 1970 gab sie mit der Titelrolle in Madama Butterfly ihr New Yorker MET-Debüt. Bis 1984 trat Cruz-Romo an der Metropolitan Opera in über 160 Vorstellungen auf, u. a. als Leonora in den Verdi-Opern La forza del destino und Il Trovatore, als Amelia in Un ballo in maschera, als Elisabetta in Don Carlos, als Aida, als Desdemona in Otello (an der Seite von Plácido Domingo und Sherrill Milnes), aber auch als Tosca, Manon Lescaut, Suor Angelica und als Nedda in Pagliacci. Ihre letzten Rollen an der MET waren in der Saison 1983/84 die Troubadour-Leonora und die Tosca.
In der Saison 1972/73 debütierte sie, an der Seite von Carlo Bergonzi, als Aida, die als ihre besondere Glanzrolle galt, unter der musikalischen Leitung von Charles Mackerras an der Covent Garden Opera in London. Im Mai 1975 sang sie am Royal Opera House die Forza-Leonora, im November 1975 folgten zwei Vorstellungen als Amelia in Un ballo in maschera.
Im April 1973 debütierte sie an der Mailänder Scala als Aida. In der Saison 1974/75 sang sie dort die Amelia in Un ballo in maschera. Von 1973 bis 1976 trat sie mehrfach an der Wiener Staatsoper auf.
Gilda Cruz-Romo gastierte am Opernhaus von Boston (1973, Elisabetta in Don Carlos), am Bolschoi-Theater in Moskau, am Teatro Nacional de São Carlos in Lissabon, an der Grand Opéra in Paris (1976 als Trovatore-Leonora), am Teatro Liceu in Barcelona, am Teatro dell’Opera di Roma, am Teatro La Fenice in Venedig sowie in Turin, Chicago, New Orleans (1984 als Aida), Baltimore, Philadelphia, beim Opernfestival von Orange (1976, als Aida) und bei den Festspielen in der Arena von Verona (1974).
1977 trat sie bei Opernaufführungen im Palacio de Bellas Artes in Mexiko-Stadt als Tosca und als Elvira in Ernani auf. 1984 sang sie am Teatro Degollado in ihrer Heimatstadt Guadalajara erstmals die Titelrolle in Turandot. 1987 sang sie in Bridgeport, Connecticut, die Titelrolle in Medea von Luigi Cherubini. In der Saison 1988/89 war sie an der New Jersey Opera ebenfalls als Medea sowie als Matilda in der amerikanischen Erstaufführung der Oper Silvano von Pietro Mascagni zu hören. 1992 nahm sie mit El amor brujo von Manuel de Falla Abschied von der Opernbühne.
Gilda Cruz-Romo galt mit ihrer „reich gebildete[n], ausdrucksstarke[n]“ Stimme als eine der großen Sopranistinnen ihrer Generation. Sie hatte außerdem eine nicht weniger bedeutende Konzertkarriere.
Kommerzielle Studioaufnahmen von Gilda Cruz-Romo liegen nicht vor. Ihre Stimme ist jedoch auf Schallplatten der Marken RAI, Angelicum (Stabat mater von Rossini), HRE und Lévon zu hören. Es gibt diverse Tondokumente mit Cruz-Romo als Trovatore-Leonora, als Aida, als Anna Bolena, als Luisa Miller und als Musetta in La Bohème vor, wobei es sich ausschließlich um Hörfunkaufnahmen, Live-Mitschnitte oder Privataufnahmen handelt. Unter dem Titel Grandes voces de la ópera en México II: Gilda Cruz-Romo erschien eine CD mit Live-Aufnahmen von Gilda Cruz-Romeo aus dem Palacio de Bellas Artes, die in den Jahren von 1965 bis 1984 entstanden.
Gilda Cruz-Romo starb am 30. Juni 2025 im Alter von 85 Jahren in ihrem Haus in San Antonio, Texas.